# Możdżanów
Możdżanów es un pueblo en el distrito administrativo de la gmina de Sośnie, comprendida en el distrito de Ostrów Wielkopolski, Voivodato de Gran Polonia, en el centro oeste de Polonia., Se encuentra aproximadamente a 6 kilómetros al noroeste de Sośnie, a 20 kilómetros al suroeste de Ostrów Wielkopolski, y a 109 kilómetros al sureste de la capital regional Poznań.
La localidad tiene una población de 190 habitantes.